# Ново-Ангренська ТЕС
Ново-Ангре́нська ТЕС (узб. Yangi-Angren IES) — одна з найбільших теплових електростанцій Узбекистану. Электростанцiя розташована у селищі міського типу Нурабад Ташкентської області.

## Історія
Будівництво електростанції почалося 1976 року.
Дати пусків енергоблоків (7 із 8 запланованих):
- № 1 — квітень 1985 року;
- № 2 — 12 квітня 1986 року;
- № 3 — 30 грудня 1986 року;
- № 4 — 30 грудня 1987 року;
- № 5 — 31 грудня 1988 року;
- № 6 — 19 січня 1991 року;
- № 7 — 23 серпня 1995 року.

До 2000-х років електростанція називалася «Ново-Ангренська ГРЕС».
З 2003 року велося будівництво другого золошлаковідвалу (ЗШО-2) площею 104 га. Шість років знадобилося отримання згоди Держкомприроди з його будівництво. Необхідність у ньому виникла через те, що внаслідок постійного зростання зольності використовуваного на станції ангренського вугілля перший золошлаковідвал заповнився швидше, ніж очікувалося.
У 2010 році було схвалено проект переведення 5 енергоблоків Ново-Ангренської ТЕС на цілорічне спалювання вугілля.
У 2015 році було ухвалено рішення законсервувати недобудований енергоблок №8, градирню №4 та мазутосховище у зв'язку з відсутністю фінансування для подальшого їх будівництва.
Висота димаря Ново-Ангренської ТЕС становить 330 метрів.
Відвідування туристами Ново-Ангренської ТЕС та прилеглої до неї території заборонено.